# 恋がステキな季節
「恋がステキな季節」（こいがすてきなきせつ）は、2000年7月31日に発売されたカントリー娘。の4thシングル。

## 概要
今作よりあさみ（2000年5月30日加入）が新たに参加している。
本人出演の映画『カントリー・ガール 北海道牧場物語』主題歌。テレビ東京系列「アイドルをさがせ!」エンディングテーマ。
カントリー娘。に紺野と藤本（モーニング娘。）がシングル「浮気なハニーパイ」（2003年7月24日発売）のカップリングで、「恋がステキな季節 (2003 Version)」としてカバーした。

## 収録曲
全作詞・作曲：つんく　全編曲：高橋諭一
1. 恋がステキな季節
2. あぁ恋しくて
3. 恋がステキな季節 (Instrumental)

## 参加ミュージシャン
恋がステキな季節
- プログラミング&ギター&コーラス：高橋諭一
- ドラム：オグ
- ベース：ヒロキ
- コーラス：新堂敦士

あぁ恋しくて
- プログラミング&ギター&コーラス：高橋諭一
- ベース：木下じゅん
- コーラス：新堂敦士